# Nonsense (Giorgio Faletti)
Nonsense è il quinto album di Giorgio Faletti, pubblicato nel 2000.
Il lavoro è prodotto e arrangiato da Danilo Amerio.
Il brano La grande attrazione è cantato insieme ad Angelo Branduardi.

## Tracce
Testi e musiche di Giorgio Faletti.
1. Re di foglie - 1:50
2. Queste macchine - 3:37
3. Nonsense - 3:58
4. Ballerini - 4:12
5. L'ombra - 3:47
6. L'isola - 4:08
7. L'amore che non eri - 4:19
8. Il matto - 3:25
9. Landru - 1:48
10. La grande attrazione - 3:49
11. La regina del torrone - 5:07
12. Re di foglie (short simphony) - 1:43

## Formazione
- Giorgio Faletti – voce
- Danilo Ballo – tastiera
- Luciano Saracino – basso
- Angelo Aquilini – fisarmonica
- Danilo Amerio – tastiera
- Marco Priori – chitarra
- Max Arminchiardi – chitarra, ghironda
- Maurizio Sgaramella – batteria
- Gianni Vallino – chitarra
- Cecilia Chailly – arpa
- Luciano Mitillo – contrabbasso
- Lucio Fabbri – violino
- Edoardo De Angelis – violino
- Alberto Bramani – violino
- Luca Di Gioia – violino
- Enrico Martinelli – violino
- Valentina Giangaspero – viola
- Marco Di Giacomo – viola
- Bianca Fervidi – violoncello
- Vanessa Petrò – violoncello
- Michele Lazzarini – flauto, sax